# Frölundaborg

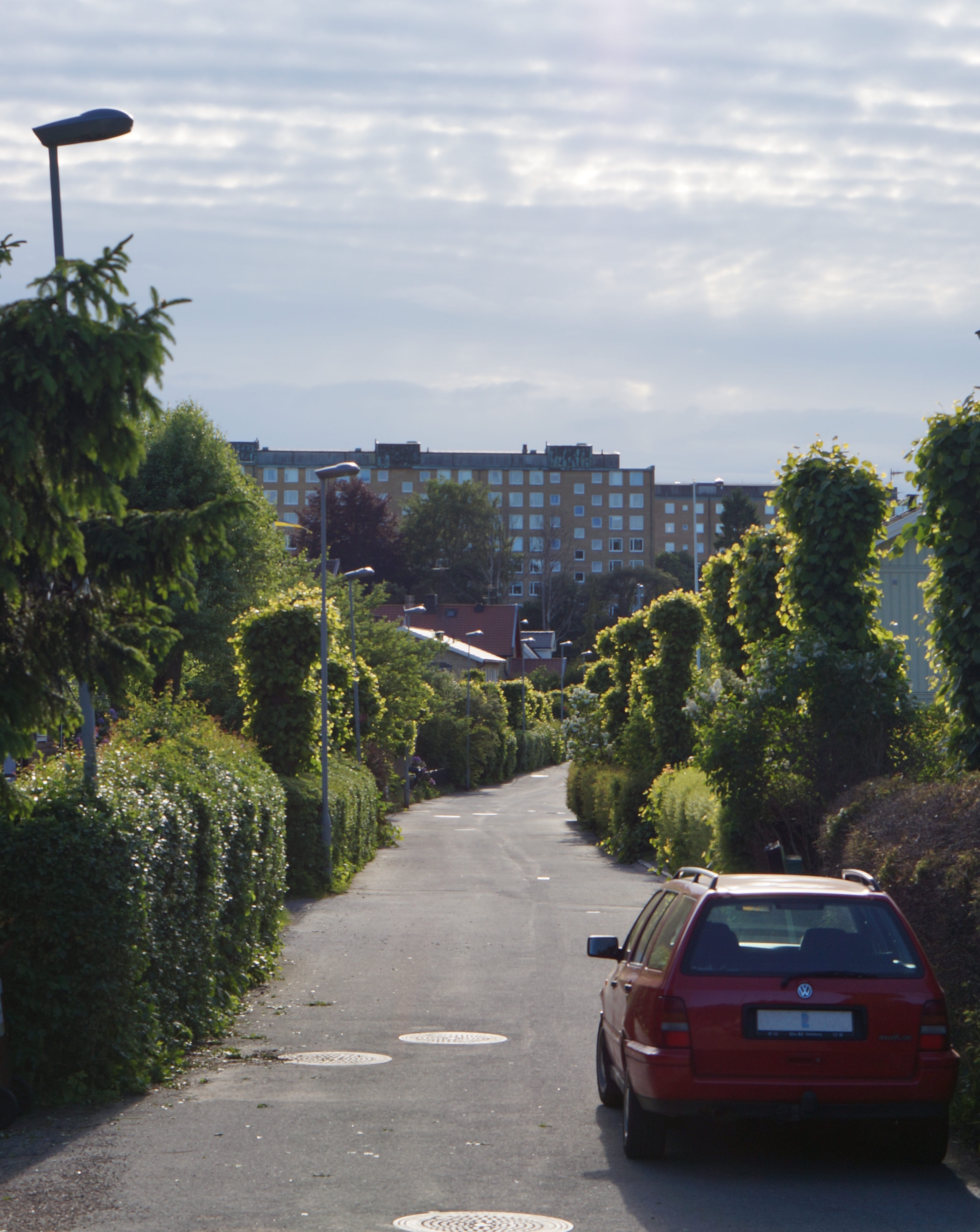
Frölundaborgs allé, som går rakt igenom villaområdet.

Frölundaborg är ett område som ligger i skärningen mellan flera områdesindelningar i anslutning till Högsbo församling i Göteborg. Det är uppdelat på två mindre villaområden, ett väster om Dag Hammarskjölds led, på norra sidan om spårvägens vändslinga vid hållplatsen Marklandsgatan, och ett öster om Dag Hammarskjölds led, från Bågskyttestigen och upp mot Änggårdsbergen.

## Historia
När Säröbanan drogs i början av 1900-talet byggdes villaområdet Frölundaborg med egen järnvägshållplats. Vid denna tid var Frölunda en egen kommun, utanför Göteborg. Hållplatsen heter idag Marklandsgatan. Namnet Frölundaborg antogs 1906.

## I dag
Det intilliggande villområdet direkt söder om Frölundaborg heter Tåsthult.
I området finns flera idrottsanläggningar, bland annat Slottskogsvallen, Dalens fotbollsplaner, Frölundaborgs fotbollsplan, Frölundaborgs isstadion, en mindre ishall, Friidrottens hus, GAK-hallen (Göteborg Atletklubbs brottningshall och gym) och Göteborgs Bouleallians gemensamma bouleanläggning.
Administrativt har Frölundaborg delats upp på två stadsdelsnämndsområden: det västra villaområdet tillhör Askim–Frölunda–Högsbo och utgör en del av primärområdet Högsbotorp och villabebyggelsen öster om Dag Hammarskjöds led, liksom idrottsanläggningarna, tillhör Majorna-Linné och utgör en del av primärområdet Änggården.